# Ludwik III Andegaweński
Ludwik III Andegaweński (Louis de Anjou) (ur. 25 września 1403, zm. 12 listopada 1434 w Cosenzy) – książę Andegawenii i Kalabrii, hrabia Maine, Prowansji, Forcalquier i Piemontu, pretendent do tronu Neapolu, najstarszy syn Ludwika II Andegaweńskiego i Jolanty, córki króla Aragonii Jana I Myśliwego. Starszy brat Marii Andegaweńskiej – królowej Francji.

## Życiorys

### Pretendent do tronu Aragonii
Tron Korony Aragonii opróżnił się w 1410 roku, kiedy zmarł wuj Jolanty, król Martin. Jako córka króla Jana I Aragońskiego, brata i poprzednika Martina, Jolanta objęła tron aragoński dla młodego Ludwika. Jednakże choć były one niejasne, zasady sukcesji Królestwa Aragonii i hrabstwa Barcelony w tamtych czasach były rozumiane jako faworyzujące wszystkich męskich krewnych przed jakąkolwiek kobietą.
Jolanta i jej syn zwani byli popularnie królem i królową Czterech Królestw, gdyż pretendowali oni do tytułów króla Aragonii, Neapolu, Sycylii i Jerozolimy. Tych dwóch ostatnich królestw nigdy nie objęli w posiadanie. Tron aragoński również nie wszedł w ich posiadanie, gdyż w 1412 r. aragońskie Kortezy wybrały królem kastylijskiego królewicza Ferdynanda, ciotecznego brata Ludwika. Jolanta i jej syn uzyskali jednak pewne ziemie w Montpellier i Roussillon.

### Pretendent do tronu Neapolu
Ojciec Ludwika zmarł w roku 1417 i jego 14-letni syn odziedziczył wszystkie jego tytuły. 4 grudnia 1419 r. papież Marcin V ogłosił Ludwika królem Neapolu. W Neapolu władała wówczas bezdzietna królowa Joanna II, która wyznaczyła na swojego następcę króla Aragonii i Sycylii (od 1416 r.) Alfonsa V. Wzorem swego ojca i dziada Ludwik III postanowił zbrojnie walczyć o królestwo Neapolu. W 1420 r. wylądował w Kampanii i obległ Neapol. Musiał jednak wycofać się, gdy przypłynęła flota aragońska. W 1421 r. Alfons wkroczył do Neapolu. W tym czasie papież Marcin, który ponosił większość kosztów wojny, zrezygnował z popierania Ludwika.
Wkrótce jednak pogorszyły się relacje między królową Joanną a Alfonsem. Po aresztowaniu przez Aragończyka Giovanniego Caracciolo, kochanka i pierwszego ministra Joanny, królowa opuściła Neapol i udała się do Aversy, gdzie spotkała się z Ludwikiem. Joanna adoptowała swojego niedawnego przeciwnika i mianowała go swoim następcą w miejsce Alfonsa. Ludwik otrzymał również od niej tytuł księcia Kalabrii.
Alfons wkrótce opuścił Neapol i powrócił do Aragonii. Joanna mogła więc wrócić do swojego królestwa.
Ludwik zamieszkał w swoich włościach w Kalabrii, razem ze swoją żoną Małgorzatą (1416 – 30 października 1479), córką księcia Sabaudii Amadeusza VIII i Marii, córki Filipa II Śmiałego, księcia Burgundii. Ich ślub odbył się 22 lipca 1431 r. Małżonkowie nie mieli razem dzieci.

### Śmierć
Ludwik nie doczekał objęcia neapolitańskiego tronu umierając na malarię w 1434
Wszystkie prawa tytularne odziedziczył po nim jego młodszy brat René I Andegaweński.